# Космос-159
Космос-159 (Е-6ЛС № 111) — советский искусственный спутник Земли, запущенный 16 мая 1967 года ракетой-носителем Молния-М с космодрома Байконур который был запущен для сбора информации об аномалиях в траектории, вызванных гравитационным притяжением Луны и для проверки некоторых систем в частности радиосвязи.

## Полёт
Целью миссии было получение данных об отклонениях траекторий в поле тяготения Земли и Луны для проведения будущих лунных миссий с экипажем. Космос-159 планировалось вывести на орбиту с очень высоким апогеем (более 250 000 км), так, чтобы гравитация Луны вносила значительные искажения в орбиту космического аппарата. Также планировалось исследовать методы корректировки траектории полёта. Однако, из-за преждевременного отключения двигателей разгонного блока орбита спутника оказалась ниже планируемой. Апогей оказался в три раза ниже — 60 637 километров. Несмотря на это были проведены запланированные исследования.
Помимо основной цели, перед аппаратом стояли технологические задачи. В частности, проводилось исследование работы систем радиосвязи УВЧ и она оказалась на порядок хуже ожидаемого. Эта информация послужила поводом к доработке систем связи для будущих автоматических лунных станций.
Также имелось оборудование для исследования межпланетного пространства. Так были получены данные о процессах захвата энергичных частиц солнечного ветра спокойным и возмущенным магнитным полем Земли и процессах выхода этих частиц из магнитосферы.
11 ноября спутник вошел в плотные слои атмосферы Земли и сгорел.

## Конструкция
Спутник был основан на платформе Е-6ЛС и был схож с АМС Луна-14, но имел удлиненный на 15 см приборный контейнер для размещения дополнительных систем помимо стандартных, в которые входили радиокомплекс дальней связи и новый телеметрический комплекс. В стандартный комплекс исследовательских приборов входили гамма-спектрометр, регистратор метеоритных частиц, радиометр и рентгеновский флуоресцентный детектор.